# 陈锡强

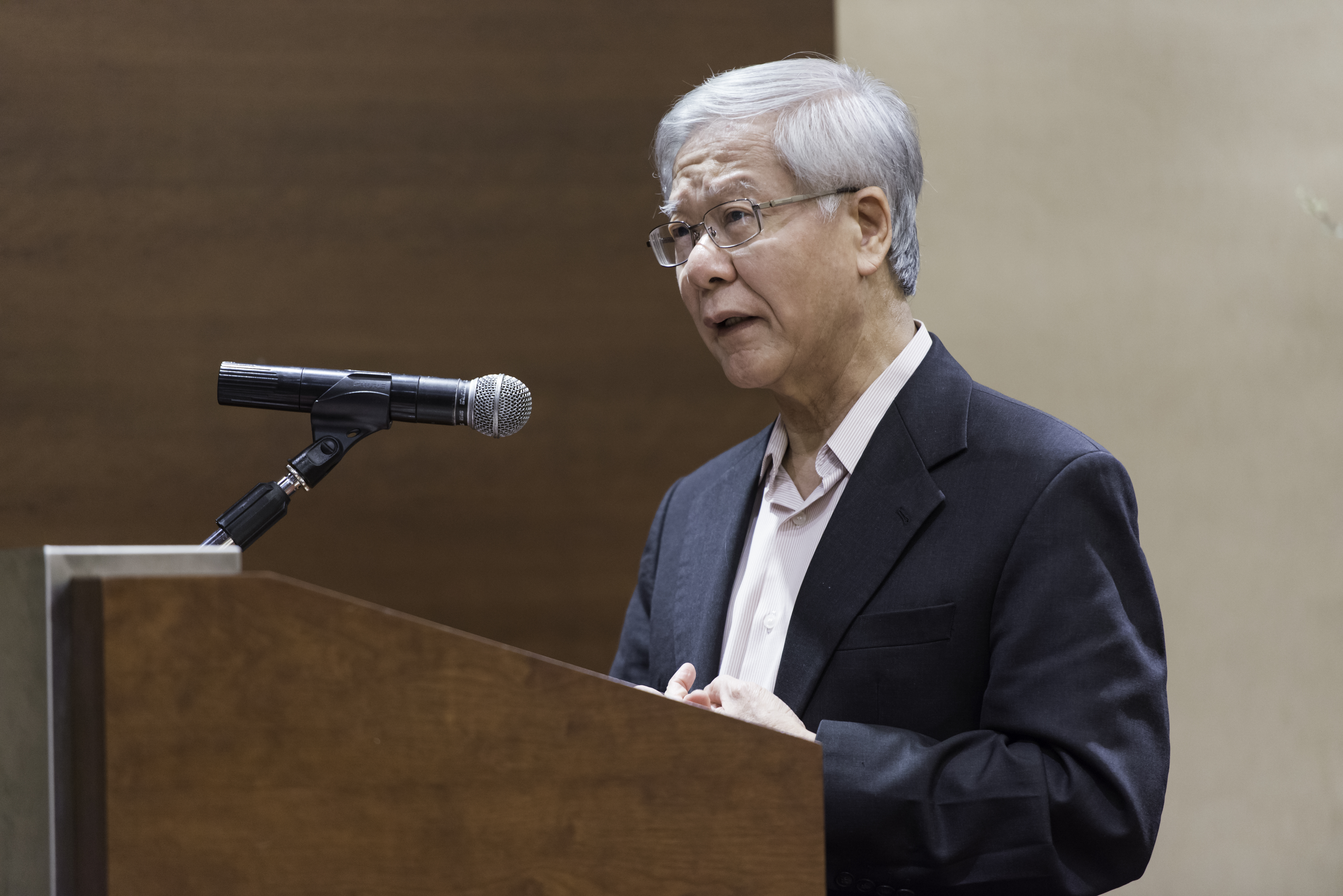
2012年发表演讲

陈锡强（英語：Chan Sek Keong，1937年11月5日—）是新加坡律师、法官。

## 生平
1937年出生于马来西亚霹雳州怡保的一个华人家庭，父亲任职于汇丰银行，第二次世界大战期间逃往太平和祖父居住，战争结束后返回怡保，1961年毕业于新加坡国立大学法学院，1992年被任命为新加坡总检察长，2006年被任命为新加坡首席大法官。.

## 荣誉
- 1999年获得殊功勋章
- 2008年获得淡马锡勋章